# Pakhuis het Spijker
Het Spijker was in de 17e eeuw het graanpakhuis van Amersfoort. Het Spijker werd ook wel "koornspijker" of "spieker" genoemd, en in de volksmond liefkozend "Het Spijkertje". De naam is ontleend aan het woord spijker, in de betekenis opslagplaats.

## Ligging
Pakhuis het Spijker stond aan de Grote Koppel nummer 14 aan de noordoostzijde van de Eem. Kijkend vanaf de Kwekersbrug, voorbij de laatste grote bocht van de Eem in de richting van de Koppelpoort lag het Spijker. Er was een kade van de Koppelpoort tot aan het Spijker, deze was al in 1618 bestraat. De bestrating hield bij het Spijker op. Want daar lag de grens van de gemeente Amersfoort. Voorbij het Spijker was je in Hoogland. Zodra de schipper met zijn schip “binnen het Spijker” lag was hij in Amersfoort.

## Geschiedenis
Dit  robuuste gebouw stond vlak langs de waterkant. Het pakhuis was exact op de gemeentegrens met Hoogland gebouwd en was de opslagplaats voor de stedelijke graan voorraad. Zo kon in tijden  van voedsel schaarste de Amersfoortse bevolking gevoed worden. De speculatie met de graan prijs kon op deze manier worden tegen gegaan. De kade van de Grote Koppel was de "levendige zijde" van de Eem. De schepen werden hier gelost. 
Zeker is dat er al in 1637 op deze plaats al een korenschuur  stond. Het Spijker staat aangegeven op een oude stadsplattegrond Amersfoort. Het gebouw staat prominent afgebeeld op het beroemde stadsgezicht van Matthias Withoos uit 1671. Dit schilderij hangt in Museum Flehite in Amersfoort.
De gevelsteen (een oesterschelp) die aan de muur prijkte is bewaard gebleven. Deze gevelsteen kwam in het bezit van de Oudheidkundige Vereniging Flehite. Deze ligt in het depot van museum Flehite.

## Gebruikers
Thijmen Hendricksz Roose was de eerste gebruiker van “de korenzolder van de stad”. Hij was een welgesteld graanhandelaar en importeerde graan uit Rusland. Hij dreef handel in geheel Holland en Utrecht. Hij handelde in boekweit. Hij leverde mout aan de Amersfoortse bierbrouwerijen.
Van Nieuwenhuizen begon in 1909 een graanhandel in een tabaksschuur aan de Lageweg. Hij nam in 1924 de oliemolen “De Rijzende Zon” aan de Kleine Koppel 14 over voor de graan- en meelhandel. In 1931 begon hij in de molen olie te persen uit zaden. Het bedrijf breidde zich gestaag uit, onder meer met de bouw van drie grote silo's en opslag in pakhuis Het Spijker aan de overkant. In 1984 zijn de opstallen aan de Kleine Koppel gesloopt; kort daarna is het bedrijf beëindigd.
De familie Schimmel dreef aan het eind van de 19de en begin van de 20ste eeuw een steenkool bedrijf annex café in het pand.
Wiro Hopstaken is na de restauratie, van het vervallen pand rond 1980, de nieuwe gebruiker. In de Hinderwetvergunning is te lezen dat hij toestemming vraagt om er een werkplaats voor een timmerbedrijf te maken.
De heer Spijker werd na de restauratie van 1983 de nieuwe exploitant. Hij vestigde winkel voor scheepsbenodigdheden ‘t Vrouwenzand.
De firma Krijco 1998 kwam in 1998 in het bezit van Het Spijker. Zij zetten op de muur de naam van hun eigen bedrijf. 

## Afbraak
In 2005 werd besloten dat het pakhuis gesloopt zou worden. Het leverde een storm van reacties op.
Een projectontwikkelaar heeft in 2018 een plan gemaakt om op de plek van het verdwenen gebouw een horeca-voorziening te bouwen. Dat plan is bewoners van de aangrenzende woonwijk in het verkeerde keelgat geschoten.